# Где ты был, Одиссей?
«Где ты был, Одиссе́й?» — советский трёхсерийный художественный телефильм о Великой Отечественной войне, снятый в 1978 году режиссёром Тимуром Золоевым. Премьерный показ состоялся с 13 по 15 сентября 1978 года по Первой программе ЦТ.

## Сюжет
Фильм снят по мотивам повести

Алексея Азарова «Дорога к Зевсу». Он рассказывает о действиях советской разведки во времена Великой Отечественной войны.
1944 год. Советский разведчик, который действует под именем французского коммерсанта Огюста Птижана, случайно (столкнулся с патрулём после получения запрещённой валюты) попадает в гестапо; они, в свою очередь, принимают его за английского шпиона.
Благодаря этому разведчик получает возможность установить контакты с высокими чинами гестапо и абвера, которые понимают неизбежность разгрома гитлеровской армии и пробуют наладить связь с разведками стран, входящих в антигитлеровскую коалицию…

## В ролях
| Актёр             | Роль                                                     |
| ----------------- | -------------------------------------------------------- |
| Донатас Банионис  | он же Птижан, он же Леман, советский разведчик «Одиссей» |
| Анатолий Ромашин  | штурмбаннфюрер СС Карл Эрлих                             |
| Ирина Терещенко   | шарфюрер СС Лотта Больц                                  |
| Георгий Дрозд     | обершарфюрер СС Фогель                                   |
| Лев Перфилов      | доктор Гаук                                              |
| Карлис Себрис     | штандартенфюрер СС (гестапо) Цоллер                      |
| Виктор Маляревич  | советский радист Люк                                     |
| Эрвин Кнаусмюллер | фон Арвид                                                |
| Пётр Кудлай       | штандартенфюрер СС                                       |
| Александр Лазарев | бригадефюрер СС граф Эрих фон Варбург Троттенвальц       |
| Лиля Максименко   | дама в вуалетке                                          |
| Игорь Класс       | Тиле                                                     |
| Владимир Наумцев  | комендант тюрьмы                                         |
| Юрий Орлов        | оберштурмфюрер СС                                        |
| Семён Крупник     | бармен                                                   |
| Инга Третьякова   | покупавшая цветы девушка                                 |
| Валерий Чумичёв   | эпизод                                                   |

## Съёмочная группа
- Автор сценария: Алексей Азаров
- Режиссёр: Тимур Золоев
- Оператор: Виктор Кромас
- Композитор: Исаак Шварц
- Мастер света: Валерий Логвинов

## Технические данные
- Производство: Одесская киностудия
- Художественный фильм, трёхсерийный, телевизионный, цветной
- Продолжительность — 211 мин